# Derby (chaussure)
Pour les articles homonymes, voir Derby.

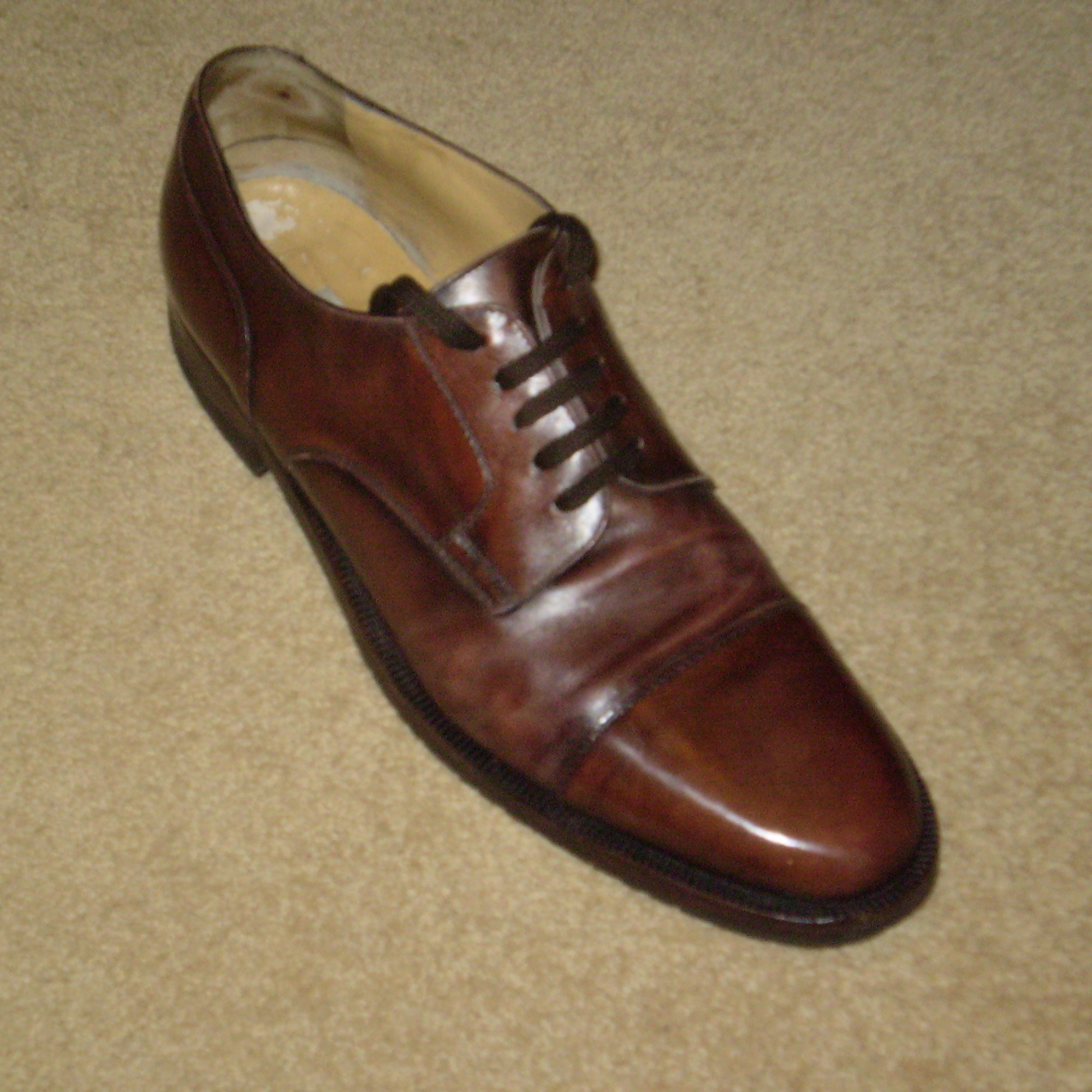
Une chaussure de type derby.

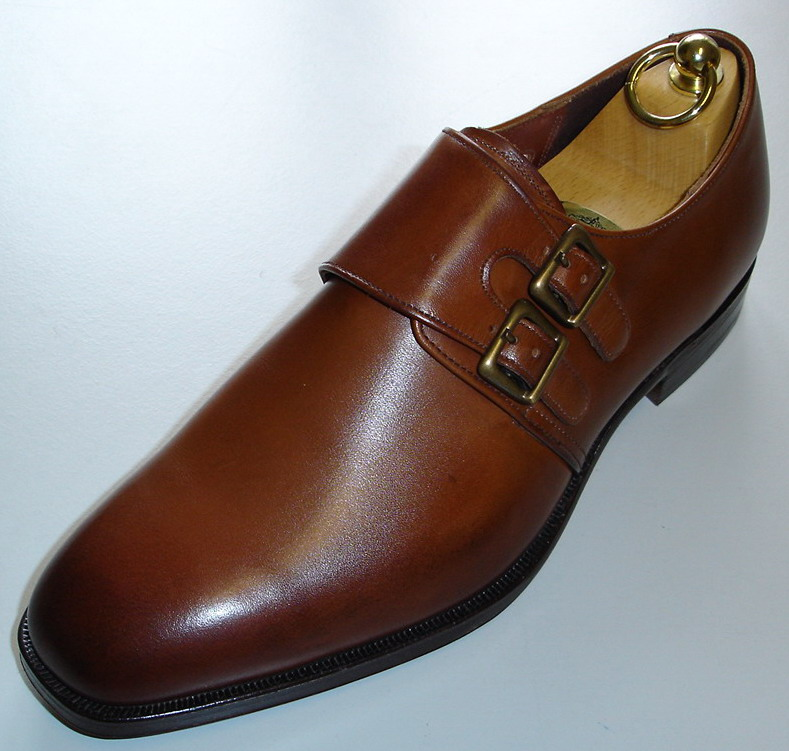
Une chaussure de type Monk, un derby sans lacet.

Les derbys sont des chaussures basses à laçage et constituent l'un des deux modèles les plus répandus de chaussures de ville pour hommes. Les Monk (ou Double Boucle) sont des variantes des derbys sans lacets, fermées à l'aide de boucles.

## Définition
Pour comprendre ce qu'est une chaussure derby, il faut la comparer à un autre type, la chaussure Richelieu (ou Molière ou Oxford), plus formelle, plutôt portée avec un costume. 
La différence entre les deux se situe au niveau des lacets. La chaussure derby dispose d'un laçage ouvert : les lacets sont placés sur des empiècements, qui peuvent se soulever. Les richelieus ont un laçage fermé : les lacets sont directement dans l'empeigne.
On reconnaît un derby si les quartiers (parties sur les côtés de la chaussure) sont cousus sur la claque (parties avant de la chaussure).